# بايوشوك 2
بايوشوك 2 (بالإنجليزية: BioShock 2) هي لعبة من نوع خيال علمي، تصويب منظور الشخص الأول. صدرت في عام 2010  وهي متوفرة لـ ويندوز، بلاي ستيشن 3 ، إكس بوكس 360، وهي من تطوير تو كي مارين، تو كي أستراليا، تو كي الصين، ديجيتال إكستريمز، أركن ستوديوز ونشر شركتي تو كي جيمز ودي3 ببلشر.

## موجز
تدور أحداث اللعبة في عام 1968 في مدينة رابتشر، بعد مرور 8 أعوام على أحداث الجزء الأول. الشخصية الرئيسية هو «بيج دادي» يتحكم به اللاعب من منظور الشخص الأول حيث يقوم بحماية «الأخوات الصغيرات» ويقف في وجه العالمة «صوفيا» التي أصبحت تحكم مدينة رابتشر.

بطل اللعبة " بيج دادي " يقوم بقذف اللهب على الأعداء.

## أجزاء اللعبة
| العنوان       | السنة | الأنظمة                                              |
| ------------- | ----- | ---------------------------------------------------- |
| بايوشوك       | 2007  | بلاي ستيشن 3 ، إكس بوكس 360 ، ويندوز، ماك أو إس عشرة |
| بايوشوك 2     | 2010  | بلاي ستيشن 3 ، إكس بوكس 360 ، ويندوز                 |
| بايوشوك إنفنت | 2013  | بلاي ستيشن 3 ، إكس بوكس 360 ، ويندوز                 |

## روابط خارجية
- بايوشوك 2 على موقع IMDb (الإنجليزية)